# مسجد النبي شعيب (تعز)
مسجد النبي شعيب هو مسجد تاريخي في اليمن يقع في جبل صبر بمديرية مشرعة وحدنان بمحافظة تعز، ويعود تاريخ بناء المسجد إلى عهد الدولة الرسولية في اليمن.

## التصميم
بني المسجد وفق نمط العمارة الإسلامية للدولة الرسولية ويتكون المسجد من بيت للصلاة وصحن مغطى وملحق من غرفتين تستخدم في التعليم بالإضافة إلى بركتين ماء، واستخدمت الحجارة والقضاض في بناء جدران المسجد بينما استخدمت الأخشاب في بناء الأعمدة والسقف.

## تاريخ
- 2015 تضررا المسجد خلال الحرب اليمنية.[2]